# Alexander König (Unternehmer)
Alexander König (* in Deutschland) ist ein deutscher Ingenieur, Wissenschaftler, Unternehmer und Professor für Robotik an der Technischen Universität München. Er ist bekannt für seine Beiträge im Bereich medizinischer Robotik, insbesondere im Kontext robotischer Systeme für die Frühmobilisation und Pflege schwerkranker Patienten.

## Leben und Karriere
Alexander König studierte Elektrotechnik und Robotik an der Technischen Universität Berlin und am Georgia Institute of Technology (USA). Er promovierte 2011 am Sensory-Motor-Systems Lab der ETH Zürich zum Thema Rehabilitationsrobotik. Nach der Promotion war König als Postdoktorand an der Harvard Medical School tätig, wo er zu neuronaler Rehabilitation nach Schlaganfall und Rückenmarksverletzungen forschte und Ko-Autor von Publikationen in Fachzeitschriften wie Nature, Science, und Cell war. Von 2013 bis 2015 war er bei BMW Research and Technology beschäftigt, wo er an Projekten zur Kommerzialisierung von Mensch-Technik-Interaktionssystemen arbeitete. Im Jahr 2015 gründete König das Unternehmen Reactive Robotics GmbH, ein Start-up mit Sitz in München, das robotische Systeme für Intensivstationen entwickelt und vermarktet.
Seit 2024 hat König die Professur für Robotik und Systemintelligenz an der Technischen Universität München inne, wo er die Leitung des Lehrstuhls interimistisch übernahm.

## Auszeichnungen und Ehrungen (Auswahl)
Alexander König erhielt zahlreiche nationale und internationale Preise, darunter:
- KPMG Germany Innovator of the Year (2022)
- EU Robotics Forum Technology Transfer Prize (2021)[6]
- Deutscher Innovationspreis (2. Platz, 2022)[7]
- Senetics Award des Bayerischen Staatsministeriums für Gesundheit (1. Platz, 2021)
- Best Paper Award, International Conference on NeuroRehabilitation (2012)

## Wissenschaftliche Beiträge
König hält mehr als 13 Patente und hat über 50 peer-reviewte Publikationen sowie neun Buchkapitel veröffentlicht. Er ist regelmäßiger Gutachter für Fachzeitschriften und Konferenzen in den Bereichen Robotik, Rehabilitationstechnik und virtuelle Realität.

## Engagement und persönliche Interessen
Privat engagiert sich König sozial, insbesondere in der Betreuung geflüchteter Jugendlicher in München.